# Herbert Butterfield
Herbert Butterfield (Oxenhope, 7 ottobre 1900 – Sawston, 20 luglio 1979) è stato uno storico e filosofo britannico.
La sua opera più conosciuta è The Whig Interpretation of History (1931).

## Biografia
Butterfield nacque a Oxenhope, nello Yorkshire, e studiò alla Trade and Grammar School di Keighley. Si laureò all'Università di Cambridge nel 1922. Butterfield ha insegnato all'Institute for Advanced Study di Princeton (1924-1925), e poi a Cambridge dal 1928 al 1979. Ha diretto il college di Peterhouse (1955-1968), e ricoperto la carica di vicecancelliere dell'Università (1959-1961). Butterfield ha diretto il Cambridge Historical Journal dal 1938 al 1952. È stato fatto cavaliere nel 1968. Sposò Edith Joyce Crawshaw nel 1929, ed ebbe tre figli.
I principali studi di Butterfield hanno avuto come tema la storiografia, la storia della scienza, la storia costituzionale del diciottesimo secolo, il Cristianesimo nella storia, e la teoria della politica internazionale. Da storico protestante praticante, Butterfiled era molto interessato ai temi religiosi, ma non credeva che gli studiosi potessero scientificamente scorgere l'opera di Dio negli avvenimenti storici.